# The Stars and Stripes Forever
„The Stars and Stripes Forever“ (česky Hvězdy a pruhy navždy) je americká slavnostní pochodová skladba z roku 1896, která je národním pochodem Spojených států.

## Vznik skladby
Skladbu složil americký skladatel John Philip Sousa když cestoval zaoceánskou lodí z Evropy do Ameriky na Vánoce v roce 1896. Skladba byla poprvé předvedena 14. května 1897 v zábavním Willow Grove Park nedaleko Filadelfie. Pochod se poté stal populárním v období Španělsko-americké války v roce 1898.

## Národní pochod
11. prosince 1987 Kongres Spojených států amerických s americkým prezidentem Ronaldem Reaganem prohlásili skladbu za národní pochod Spojených států amerických. Pochod je tak vedle hymny Spojených států amerických jedním ze státních symbolů Spojených států.

## Slova
Let martial note in triumph float
And liberty extend its mighty hand
A flag appears 'mid thunderous cheers,
The banner of the Western land.
The emblem of the brave and true
Its folds protect no tyrant crew;
The red and white and starry blue
Is freedom's shield and hope.
Let eagle shriek from lofty peak
The never-ending watchword of our land;
Let summer breeze waft through the trees
The echo of the chorus grand.
Sing out for liberty and light,
Sing out for freedom and the right.
Sing out for Union and its might,
O patriotic sons.
Other nations may deem their flags the best
And cheer them with fervid elation
But the flag of the North and South and West
Is the flag of flags, the flag of Freedom's nation.
Hurrah for the flag of the free!
May it wave as our standard forever,
The gem of the land and the sea,
The banner of the right.
Let tyrants remember the day
When our fathers with mighty endeavor
Proclaimed as they marched to the fray
That by their might and by their right
It waves forever.
Hurrah for the flag of the free.
May it wave as our standard forever
The gem of the land and the sea,
The banner of the right.
Let tyrants remember the day
When our fathers with mighty endeavor
Proclaimed as they marched to the fray,
That by their might and by their right
It waves forever.